# Daniella Saettone
Daniella Saettone Arróspide (Lima, 3 de marzo de 1984) es una cantautora de larga trayectoria en la escena musical limeña. Psicóloga de profesión, ella compone y canta sus canciones de manera autodidacta desde temprana edad. Fue líder de la banda peruana de pop Fuera del Resto, cuyo sencillo "Dime cuántas veces" llegó a convertirse en un clásico del pop peruano. Canción con la que llegó a posicionarse como una de las propuestas peruanas musicales más importantes durante la primera década a inicios de este siglo, manteniendo vigencia en las emisoras de radio hasta la actualidad. 
También ha participado en proyectos musicales como "Cantautoras peruanas", al lado de Pierina Less, Caroline Cruz y Magali Luque; el disco compilatorio Acústico AM3 Studios (2007) junto a reconocidos músicos y bandas del medio, entre ellos Pochi Marambio, Bareto y The Emergency Blanket; además de "La otra canción", obra histórica que recopila canciones de 40 cantautores peruanos de costa, sierra y selva. En Perú y en su paso por España, Daniella ha compartido escenario con destacados artistas nacionales e internacionales.
En sus canciones, Daniella ha logrado un punto de encuentro entre ambos mundos, el de la psicología y el de la música: de esta forma, “se puede ver un trabajo impregnado de nostalgia y búsqueda incansable por hallarse un lugar en el mundo. Sus estudios en psicología han contribuido en su crecimiento y a llevar el alma puesta por fuera a cada instante”.
En 2024, presentó su nuevo sencillo: Mi voz. 

## Biografía

### Primeros años e inicio de su carrera musical
En agosto de 1993, con nueve años, Daniella obtuvo su primer reconocimiento en el mundo de la música, cuando ganó el primer puesto en el festival de canciones del colegio San Silvestre de Lima con un vals que tituló “Mi Lima antigua”. Tres años después, a los doce, junto a sus compañeras de colegio decidió formar su primera banda de pop, en la cual interpretaba temas propios. 
La música formaba parte de la cotidianidad de Daniella y nunca dejó pasar mucho tiempo entre un proyecto u otro. En el año 2000, a los dieciséis, y tras ser la vencedora del concurso de canto en las primeras "Regatiadas Culturales" organizado por el Club Regatas Lima, fue categorizada como “gran revelación en el canto”.

### Fuera del Resto (2002-2007)
En el año 2002 fue líder de la banda Fuera del Resto, la cual formó junto a los músicos Jano Lavalle (guitarra), Abraham Spak (piano y teclados), Frankie Berninzon (batería) y -hasta el 2003- el venezolano Víctor Rojas (bajo). Poco después, en noviembre de 2003, lanzaron un disco homónimo que fue bien aceptado por las radios y medios de comunicación locales. Junto a su banda, Daniella se presentó en los mejores escenarios de la capital peruana. 
El sonido de la banda, caracterizado por las dulces y subliminales letras de su vocalista y compositora Daniella Saettone, tuvo una gran recepción. Hacia finales de 2003 el sencillo “Dime Cuantas Veces” llegó a estar entre las 50 canciones más populares de la radio limeña, en el puesto #33. 
La banda tuvo una excelente acogida por presentar una propuesta diferente a lo que había en la escena local hasta entonces. Según el Diario La República: Fuera del Resto fue "una banda creada para ser diferente..." y recalcó especialmente la sinceridad de Daniella, quien “no se ruborizó a la hora de convertir sus vivencias en poemas..." compartiendo así una experiencia íntima con su público, lo cual hizo posible una identificación mucho más personal con sus letras. 
Junto a Fuera del resto, la voz de Daniella pasó a formar parte de la banda sonora de quienes fueron adolescentes hacia inicios del 2000. Así lo recuerda Daniel Padilla Gassols, sonidista de cine y televisión: "Hace varios años cuando me tocó musicalizar la telenovela "Besos Robados"... recurrí al apoyo de músicos peruanos y así tener una paleta variada de temas musicales juveniles, entre ellos me sorprendió la calidad, inspiración, cuidado en sus arreglos y buena grabación del disco Fuera del Resto una banda de soft pop en la que sobresalía su cantante solista y compositora, la jovencita Daniella Saettone.” 
En febrero de 2004, CPN Radio calificó a Daniella como “una de las más gratas revelaciones de la escena musical peruana de los últimos meses" y que pocos meses después la Revista Caretas la reconocía como “posiblemente la mejor voz femenina local". La carrera musical de Daniella y su banda se volvía rápidamente sólida y reconocida. 
En 2006, Fuera del restó lanzó su segundo álbum titulado Peces. Sin embargo, ni la fama ni la madurez musical que habían alcanzado como agrupación logró que Fuera del Resto llegara a ser la actividad central en la vida de sus integrantes.  Después de lanzar su segundo y último disco como banda, los miembros de Fuera del resto decidieron buscar cada uno su propio camino. Sin embargo, la prensa seguía insistiendo en que la música en Daniella, no era algo pasajero. Al comentar el segundo álbum de la banda, la Revista Rolling Stone resaltó, una vez más, que parte de la gran aceptación de la banda “también se debe a la carismática presencia de Daniella Saettone, lideresa y cantautora con quizá la mejor voz peruana en su rubro", señalando su “prolífico virtuosismo” como compositora.   

### Proyecto “Cantautoras”
En abril de 2005, Saettone fue parte del proyecto Cantautoras, un colectivo formado por cuatro mujeres peruanas, cada una con un estilo propio y una amplia trayectoria en la escena musical. En el  proyecto  del primer encuentro de Cantautoras Peruanas, la agrupación estuvo conformada por: Pierina Less, Magali Luque, Caroline Cruz y la propia Daniella. 
El proyecto fue exitosamente acogido por la audiencia y la prensa. “Además de ser cuatro de las más destacadas y reconocidas voces de nuestra escena musical, y tener trayectorias reconocidas, ellas poseen la sensibilidad especial para componer canciones."  Desde sus inicios fueron reconocidas como: "Cuatro chicas en escena, ensayando en conjunta armonía una perfecta composición musical. El talento innato en el canto y la composición, se fusionaron (...) cuatro talentosas intérpretes mostraron lo mejor de sus composiciones musicales.”

### Su proyecto solista
Tras el fin su experiencia junto a una banda y con Cantautoras, Daniella decidió experimentar en solitario. 
Aunque el tiempo era un recurso escaso, Daniella recuerda el empeño puesto para iniciar un nuevo proyecto: “El primer intento de hacer un disco solista (en el 2007) fue con José Chick Aguirre y Andrés Bretel, co produciendo juntos. "Salieron ideas muy interesantes, la gran amistad entre los tres y su genialidad fueron excelentes ingredientes”, relata acerca del proyecto que terminaría de mezclar y masterizar a distancia, mientras viajaba al Viejo Continente para estudiar un máster en Psicoterapia de Familia y Pareja. Este tendría el nombre de "Todo en el mismo lugar". Irónicamente “una mala pasada del azar hizo que los tracks de este disco se perdieran” debido a una falla informática.
En 2009 Daniella decidió emprender un viaje para especializarse en psicoterapia pero también para explorar la ilimitada geografía de sus emociones y descubrir los alcances de su música.  La capital española le dio a la compositora la posibilidad de coleccionar incontables historias personales que, internalizadas y procesadas, fueron convertidas en canciones.
Explorando la escena cultural madrileña, descubrió a quien se convertiría en el primer productor de su disco: Diego Montoto. “Oí su música por primera vez en el coche de unos amigos con quienes viajaba de Madrid a Cádiz para recibir el 2010. Conecté instantáneamente con sus honestas y maravillosas canciones (podría emplear muchos adjetivos como elogios). De vuelta en la ciudad, empecé a asistir a sus conciertos. Una noche, en el Búho Real, me atreví a hablarle. Meses más tarde, "Rompecabezas de mí" empezó a cobrar vida gracias a él, en su estudio, en las afueras de Madrid.”
Aunque resulta difícil seguir un itinerario, al final de su viaje la cantante obtuvo mucho más de lo que tenía programado y así lo resume oportunamente: “Miles de veces los finales no son los que están escritos en nuestros libretos. Y, pese a que tardamos en comprenderlo, los mejores desenlaces no necesariamente son los que teníamos planeados sino aquellos que, de manera inesperada, nos acercan a nuestra esencia -aunque esto suponga una difícil y desconcertante travesía.”
Rompecabezas de mí, su primer  solista se estrena en el 2014, y fue grabado entre Madrid y Lima del 2011 al 2013. Dicho álbum contiene canciones compuestas, en su totalidad, por la artista y ejecutadas por reconocidos músicos de España y Perú. Dicho trabajo, marcan una diferencia notable con relación a los anteriores. Esta producción consiste en una colección de historias personales que surgen durante los momentos de búsqueda interna de la autora y cuyo nombre alude a la construcción, o incluso, la reconstrucción de una identidad propia. La producción estuvo a cargo de Daniel Ruiz-González (músico de la escena local peruana) y Diego Montoto (músico y productor español); contó con colaboraciones de David Chang, Vinchenzo Rey y José Chick Aguirre; fue mezclado por Andrés Bretel y masterizado en Los Ángeles por el mundialmente reconocido ingeniero de sonido Eric Boulanger.
En cuanto la decisión del título, este se opone a la idea que había tenido inicialmente en su primer proyecto como solista, donde planteaba dejar "Todo en el mismo lugar". Por el contrario, “Construirse a sí misma fue la analogía de 'Rompecabezas de mí' y cada track, interdependiente del rompecabezas no solo aporta una historia particular vivida por alguien en un autoexilio, sino dimensiona las historias hacia un carácter universal, cargado de añoranzas, tenues alegrías y esperanza, como muchos sienten en el mundo de hoy.”
Su segunda producción llega en el 2019, de la mano del productor y cantautor Alejandro Rivas (del dúo Alejandro y María Laura) En este segundo disco participan músicos como María Laura Bustamante, Alejandro Rivas, Noel Marambio, Gisella Giurfa, Felipe Wurst, Luca Susti, Eert Bacilio y Luciano Bedoya. La mezcla del disco estuvo a cargo de Andrés Bretel y la masterización fue realizada por Justin Moshkevich, en Los Ángeles, California.
Daniella lo que busca con este álbum es que la gente se sienta acompañada, sus letras hablan desde el insomnio hasta las ganas de no vivir. También tocan temas de la imagen corporal, cuestiona la salud mental en el Perú y la idealización del autocontrol. El término “loca” y su uso se ven cuestionados en el álbum …siempre del dolor he hecho música. Y por eso he hecho todos los discos que he hecho. Los psicoanalistas lo llaman “sublimar”. Otros psicólogos lo llaman resiliencia —en realidad, es una palabra que deberíamos usar en el ‘vocabulario normal’—, que es la capacidad de convertir la adversidad en algo positivo. Es resiliencia. La música es resiliencia.
Este 2023 Daniella ha vuelto a lanzar un tema propio que compuso en el 2006, en plena época de Fuera del Resto, cuando tenía 22 años y no se atrevía a publicarlo. “Ciberespacial” siempre fue de sus inéditas favoritas pero que, por pudor no se atrevía a compartirlo. Esta canción cuenta con un video lyric en su canal de YouTube y la letra está llena de honestidad y es bastante transparente. Además este año también nos sorprendió con una versión de “Dime Cuántas Veces” que hizo en colaboración con el grupo emergente “Capriscis”.
En el 2023, la cantautora presenta un primer sencillo de la mano de su productor y ex guitarrista de Fuera del Resto, Jano Lavalle. "Ciberespacial" es una canción atrevida, ingenua y romántica que escribió a los 22 años y que recién tuvo el coraje de publicar. 2024 presentó su sencillo "Mi voz".La canción narra de forma vívida las fases por las que pasa la supervivencia a la violencia sexual: la vergüenza o fase secreto, la reacción o divulgación, la visión de salir adelante con recaídas y finalmente la sanación. Daniella lo hace con una letra simbólica y profunda que la caracteriza como cantautora.

## Estilo musical
Según Daniella: "Hago canciones para querer y que me quieran; dar amor y recibirlo. Sanarme y sanar con música a quienes conecten con ella". La cantautora también se ha venido dedicando a la psicología y a la docencia por más de 20 años, sus temas hablan en un lenguaje universal sobre diversos estados de ánimos y experiencias que todo ser humano puede pasar, como el dolor y temas trascendentes para promover el bienestar en la sociedad, así mismo para sublimar sus propios laberintos, y la reivindicación de la igualdad de oportunidades para las mujeres y minorías. Sus canciones pretenden ser un vehículo para lograr la introspección y la conexión con uno mismo. Ella sigue fusionando el pop, el rock, el indie, el folk, el world music, y la canción de autor, y es una de las primeras representantes de la música independiente y rock pop peruano.

## Discografía

### Como miembro de Fuera del Resto
- Fuera del resto (2003)

- Peces (2006)
- Acústico AM3 Studios (2007)

### Como solista
- Rompecabezas de mí (2014)
- Una vez me volví loca (2019)
- Dime Cuántas Veces (colaboración con Capriscis en el 2023)
- Ciberespacial (2023)
- Mi Voz (2023) (Videoclip lanzado en 2024)